# Pablo García Carrasco
Pablo García Carrasco (Gijón, 5 giugno 2000) è un calciatore spagnolo, difensore dello Sporting Gijón.

## Caratteristiche tecniche
È un terzino sinistro.

## Carriera
García Carrasco è cresciuto nel settore giovanile dello Sporting Gijón ed ha debuttato con la squadra riserve il 1º settembre 2019 nell'incontro di Segunda División B vinto 5-0 contro il S.S. Reyes, dove ha trovato anche la sua prima rete. Il 12 settembre dell'anno successivo ha esordito anche in prima squadra contro l'UD Logroñés in Segunda División.
Il 7 agosto 2022 è stato ceduto in prestito all'Alcorcón dove ha trascorso una stagione da titolare in terza divisione in cui ha segnato 6 gol e fornito 2 assist in 36 partite, conquistando la promozione. Rientrato a Gijón è stato confermato in rosa per la stagione 2023-2024.

## Statistiche

### Presenze e reti nei club
Statistiche aggiornate al 12 ottobre 2024.
| Stagione                | Squadra                 | Campionato              | Campionato | Campionato | Coppe nazionali | Coppe nazionali | Coppe nazionali | Coppe continentali | Coppe continentali | Coppe continentali | Altre coppe | Altre coppe | Altre coppe | Totale | Totale | Totale |
| Stagione                | Squadra                 | Comp                    | Pres       | Reti       | Comp            | Pres            | Reti            | Comp               | Pres               | Reti               | Comp        | Pres        | Reti        | Pres   | Reti   |        |
| ----------------------- | ----------------------- | ----------------------- | ---------- | ---------- | --------------- | --------------- | --------------- | ------------------ | ------------------ | ------------------ | ----------- | ----------- | ----------- | ------ | ------ | ------ |
| 2019-2020               | Sporting Gijón B        | SDB                     | 19         | 2          | -               | -               | -               | -                  | -                  | -                  | -           | -           | -           | 19     | 2      |        |
| 2020-2021               | Sporting Gijón B        | SDB                     | 5          | 0          | -               | -               | -               | -                  | -                  | -                  | -           | -           | -           | 5      | 0      |        |
| Totale Sporting Gijón B | Totale Sporting Gijón B | Totale Sporting Gijón B | 24         | 2          |                 | -               | -               |                    | -                  | -                  |             | -           | -           | 24     | 2      |        |
| 2020-2021               | Sporting Gijón          | SD                      | 13         | 0          | CR              | 2               | 0               | -                  | -                  | -                  | -           | -           | -           | 15     | 0      |        |
| 2021-2022               | Sporting Gijón          | SD                      | 15         | 0          | CR              | 3               | 0               | -                  | -                  | -                  | -           | -           | -           | 18     | 0      |        |
| 2022-2023               | Alcorcón                | PF                      | 34         | 6          | CR              | 2               | 0               | -                  | -                  | -                  | -           | -           | -           | 36     | 6      |        |
| 2023-2024               | Sporting Gijón          | SD                      | 19         | 0          | CR              | 2               | 0               | -                  | -                  | -                  | -           | -           | -           | 21     | 0      |        |
| 2024-2025               | Sporting Gijón          | SD                      | 6          | 0          | CR              | 0               | 0               | -                  | -                  | -                  | -           | -           | -           | 6      | 0      |        |
| Totale Sporting Gijón   | Totale Sporting Gijón   | Totale Sporting Gijón   | 53         | 0          |                 | 7               | 0               |                    | -                  | -                  |             | -           | -           | 60     | 0      |        |
| Totale carriera         | Totale carriera         | Totale carriera         | 111        | 8          |                 | 9               | 0               |                    | -                  | -                  |             | -           | -           | 120    | 8      |        |